# Andromède (Maurice)
Andromède (deutscher Titel: Andromeda) ist eine Oper in drei Akten von Pierre Maurice (Musik) mit einem Libretto von seiner Ehefrau Madeleine Maurice. Sie war bereits 1913 fertiggestellt, wurde aber erst nach dem Ersten Weltkrieg am 23. April 1924 in einer deutschen Übersetzung von Hanns von Gumppenberg im Stadttheater Basel uraufgeführt.

## Handlung
Die Oper thematisiert im Rahmen einer Erzählung in Athen um das Jahr 400 v. Chr. die Andromeda-Episode aus dem Perseus-Mythos. Der Maler Parrhasios beabsichtigt, die Seele der Menschen am Beispiel des Schmerzes der an einen Fels geschmiedeten Andromeda darzustellen. Dafür dient ihm seine Sklavin Doris als Modell. Weil er ihr einst die Freiheit schenkte, ist sie ihm treu ergeben. Sie stirbt jedoch an den Qualen der Prozedur. Das versöhnliche Ende besteht darin, dass sie im fertigen Kunstwerk fortleben kann.

## Werkgeschichte

Theaterzettel der Aufführung in Weimar 1931

Pierre Maurice komponierte die Oper Andromède 1912/1913. Das Libretto verfasste seine Frau Madeleine Maurice in französischer Sprache. Es basiert auf einem Stoff aus Senecas Rhetoris Controversiae Parrhasi Prometheus.
Den Klavierauszug mit einer deutschen Übersetzung von Hanns von Gumppenberg unter dem Titel Andromeda gab der Komponist 1923 im Selbstverlag heraus. Die Uraufführung in dieser Fassung war am 23. April 1924 im Stadttheater Basel.
Am 7. Mai 1931 wurde die Oper erstmals in Deutschland am Deutschen Nationaltheater Weimar aufgeführt. Die Inszenierung stammte von Franz Ulbrich. Der Dirigent war Ernst Praetorius. Die weibliche Hauptrolle der Doris spielte Grete Welz, den Maler Parrhasios übernahm Karl Heerdegen.